# Neues Schauspielhaus (Königsberg)

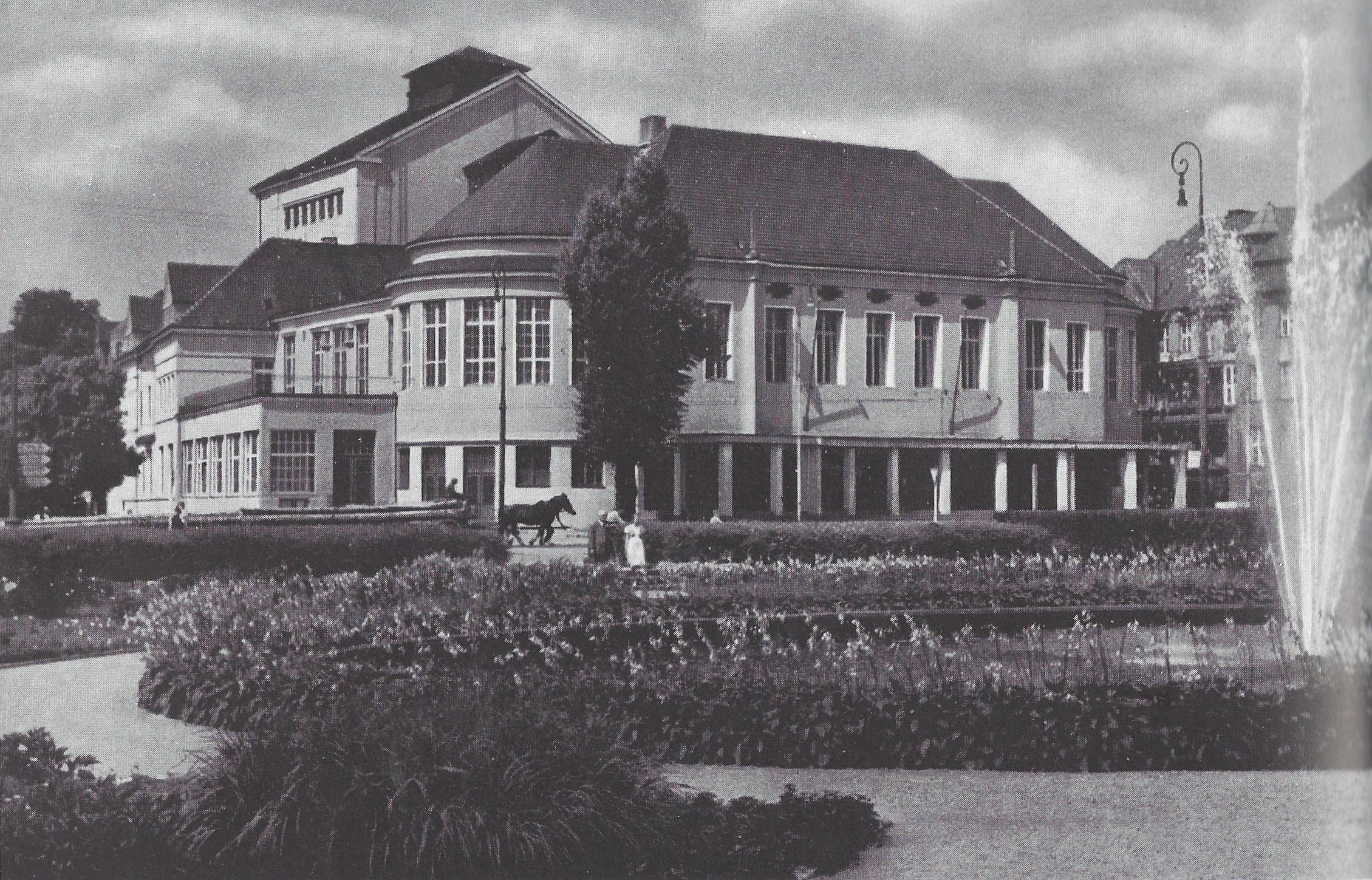
Neues Schauspielhaus (Königsberg)

Das Neue Schauspielhaus Königsberg wurde 1912 als modernes Theatergebäude in Königsberg i. Pr. errichtet. Heute ist es als Kaliningradski oblastnoi dramatitscheski teatr (russisch Калининградский областной драматический театр) (Kaliningrader Dramatisches Bezirks-Theater) eine bedeutende Spielstätte in Kaliningrad.

## Gebäude
Das Theater, ein bedeutendes Bauwerk im klassizistischen Stil, befindet sich am Theaterplatz hinter dem Springbrunnen. Das Gebäude hat Säulen mit historistischen Kompositkapitellen unter einem Dreiecksgiebel. Es trägt kunstvolle Stuckverzierungen, die bekannte Profile von großen Dramatikern zeigen. Zu den großzügigen Geldgebern gehörte Felix Japha.
Das Gebäude wurde vom Architekten Otto Walter Kuckuck anstelle der Villa Kurowski auf dem Grundstück Hufenallee 2 in Königsberg gebaut. Am 23. September 1912 war die feierliche Einweihung, 1927 erfolgte ein Umbau. Durch die Folgen der Luftangriffe auf Königsberg wurde das Gebäude schwer beschädigt.
Nach dem Krieg wurde das Gebäude nach Plänen des Architekten P. W. Kuchtenkow (П. В. Кухтенков) wiederhergestellt. Das Theater wurde am 22. April 1960 eröffnet. Der Zuschauersaal hatte 900 Sitze. 2004 wurde er zum 750. Jubiläum Kaliningrads erneuert.

### Nutzung vor dem Zweiten Weltkrieg
Zunächst bezog das Neue Luisentheater das Gebäude. Gespielt wurden Opern, Operetten und Schauspiele. Unter dem Kaufmann Bruno Dumont du Voitel wurde es 1923 zur Komischen Oper; das Unternehmen war aber nicht rentabel. Nachdem der Berliner Theaterarchitekt Oskar Kaufmann den Zuschauerraum auf 980 Sitzplätze erweitert hatte, bespielte ab 1927 das Ensemble des Neuen Schauspielhauses das Gebäude.
Später erfolgte der Zusammenschluss mit dem Stadttheater Königsberg zum Ostpreußischen Landestheater. Das Neue Schauspielhaus war ein renommiertes Theater im Deutschen Reich. Hier wirkten Künstler wie Hans Somborn, Hildegard Fränzel, Charlott Daudert, Max Pallenberg, Leopold Jessner (1915–1919), Albert Lieven, Hans Rameau, Claus Clausen, Ernst Rotmund, Albin Skoda, Hermann Wedekind, Friedrich Kalbfuß, Josef Gielen und Julia Serda. Theaterleiter waren Fritz Jessner (bis 1933) und Gustav Kurt Hoffmann.

### Im sowjetischen Kaliningrad

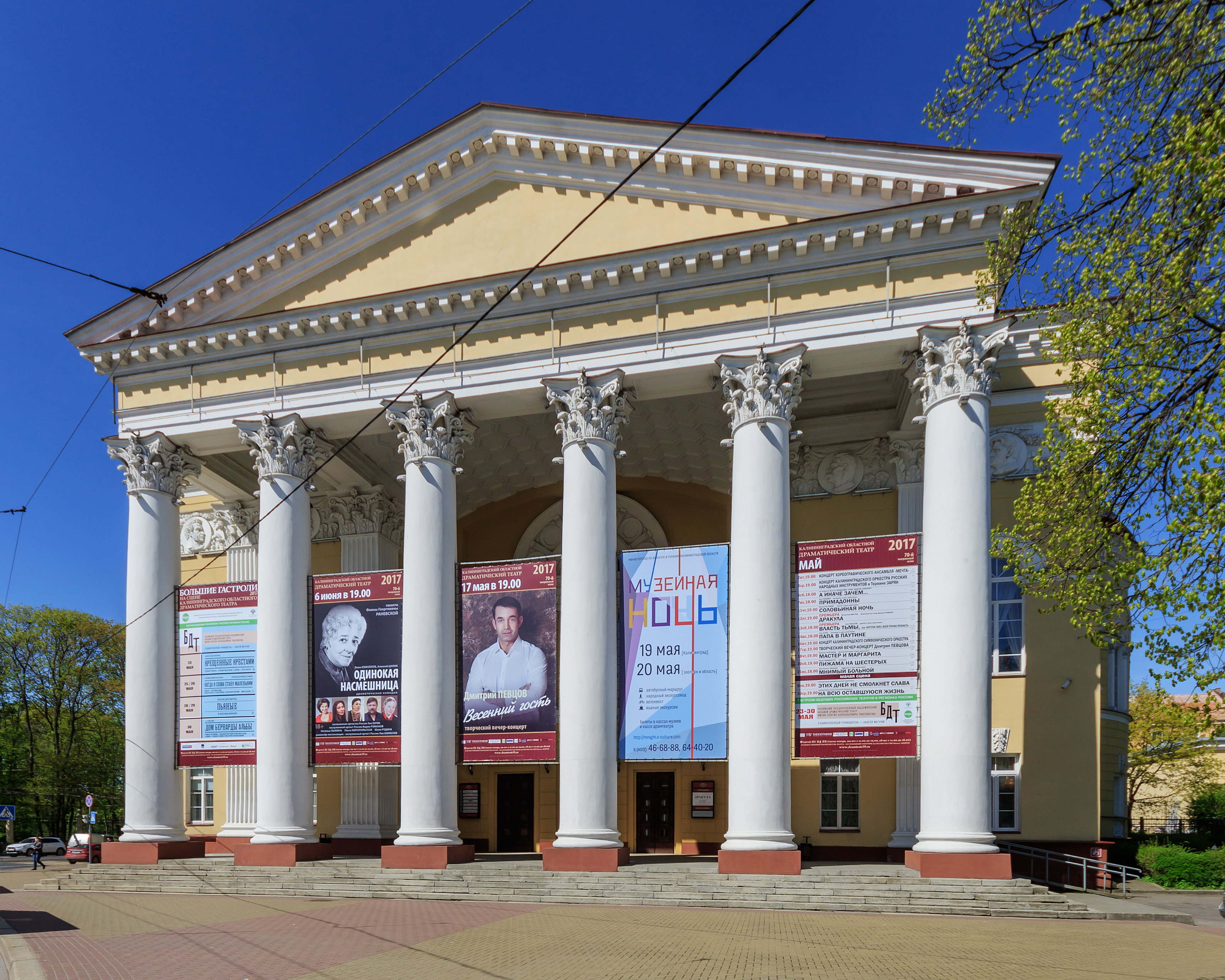
Dramatheater Kaliningrad (2017)

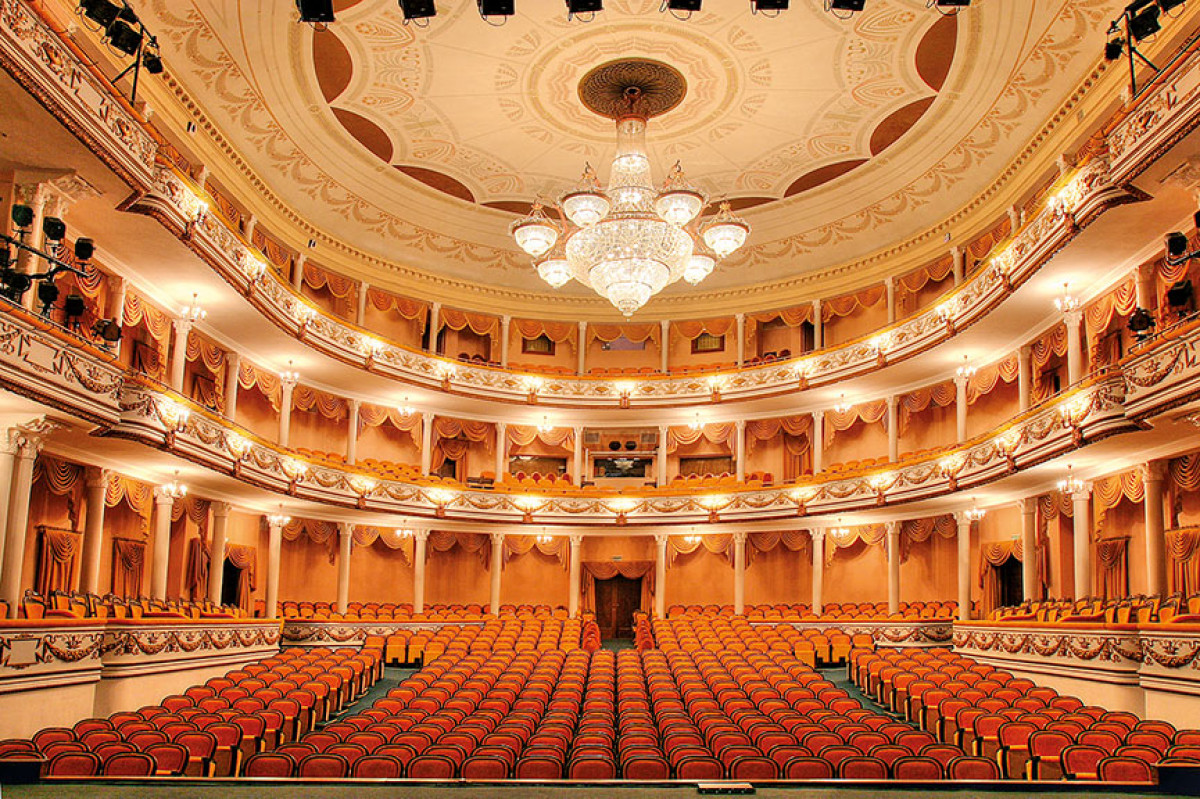
Saal des Kaliningrader Bezirkstheaters

Im seit 1945 sowjewtischen Kaliningrad bezog 1960 das Ensemble des Dramatheaters das Gebäude, seine heutige Spielstätte. Das Dramatheater war 1947 gegründet worden und begann seine erste Spielzeit mit Simonows Ein Bursche aus unserer Stadt (Парень из нашего города). Das Ensemble besteht großenteils aus Absolventen der Russischen Akademie für Theaterkunst, einer der traditionsreichsten Schauspielschulen Russlands. Es hat an zahlreichen Theaterfestivals teilgenommen und verfügt über ausgezeichnete Schauspieler. Aufgeführte Stücke stammen unter anderem von Gorki, Schiller, Majakowski, Tschechow und Lermontow.